# وولانو
وولانو (به ایتالیایی: Volano) یک منطقهٔ مسکونی در ایتالیا است که در ترنتینو واقع شده‌است.

## خصوصیات
وولانو ۱۰٫۸ کیلومترمربع مساحت و ۲٬۸۵۱ نفر جمعیت دارد.